# Parasynaptopsis
Pseudallapoderus es un género de coleópteros curculionoideos de la familia Attelabidae. Habita en Asia (China, Japón, Corea, Rusia, Taiwán). Legalov describió el género en 2003. Esta es la lista de especies que lo componen:
- Parasynaptopsis chinensis Voss, 1922
- Parasynaptopsis lespedezae Sharp, 1889
- Parasynaptopsis nigrum Kôno, 1927
- Parasynaptopsis striatus Voss, 1924
- Parasynaptopsis taiwanensis Legalov, 2007